# La Petite Sœur de Balzac
 (décembre 2019).
La Petite Sœur de Balzac (sous-titré Essai sur la femme auteur) est un essai de Christine Planté sur la « femme auteur » publié en 1989. En 2015 est apparue la deuxième édition avec une nouvelle préface de Michelle Perrot et une nouvelle postface de Christine Planté appelée La place qu'elle fait aux femmes dit de notre culture quelque chose qu'il est temps d'entendre. La postface de la deuxième édition permet de porter un nouveau regard critique sur l'œuvre parue en 1989. Christine Planté est professeure de la littérature française à l'Université Lumière Lyon 2.
La Petite Sœur de Balzac, inspiré de l'essai Une chambre à soi (1929) de Virginia Woolf, décrit la condition des autrices principalement au XIXe siècle en France. Planté mentionne et analyse les écrivaines comme George Sand, Colette, Germaine de Staël, Marceline Desbordes Valmore, Eugénie de Guérin, Laure Surville, George Eliot, Jane Austen, Charlotte Brontë, Emily Brontë, Emily Dickinson et plusieurs autres.

## Chapitres
1. Comment appeler une pareille créature ?
2. Les bas-bleus contre l'ordre social
3. Le brouillage des valeurs
4. Le désarroi des intellectuels masculins
5. Écrire à l'ombre des grands hommes
6. L'instrumentalisation de l'écriture
7. Écrire comme un homme, écrire comme une femme
8. L'exception et l'ordinaire
9. Écrire

## La «femme auteur»
La « femme auteur » est une construction historique : « femme auteur est un type, un personnage dans lequel s'investissent les idéologies et les fantasmes du XIXe siècle, qui l'a inventée ». Cet terme apparaît pour décrire « une personne pour qui on dit qu'il n'existe de place ni dans la langue, ni dans les rapports sociaux, ni dans les cadres mentaux des contemporains ».

## Résumé
L'essai La Petite Sœur de Balzac analyse la situation des écrivaines au XIXe siècle à propos du contexte social et politique en tenant compte des bouleversements liés au mouvement féministe et des évolutions dans la société à cette époque-là. Planté examine l'ordre social, les valeurs, les préjugés, l'utilisation des pseudonymes masculins, la littérature comme une institution réservée aux hommes, les conditions de production et de production pour les femmes. Il est à noter que « la règle qui régit l’espèce féminine dans les discours normatifs du XIXe siècle n’est pas [...] formulée par les femmes ». L'autrice constate que l'ordre social et la vision des femmes sont construits par les hommes, par les institutions dirigées par les hommes, ce qui donne l'écrivaine le statut d'une exception concernant son activité artistique.